# Misumenops bellulus
Misumenops bellulus es una especie de araña cangrejo del género Misumenops, familia Thomisidae. Fue descrita científicamente por Banks en 1896.

## Distribución
Esta especie se encuentra en los Estados Unidos, Estados Unidos Mexicanos, Cuba y las Islas Vírgenes.

## Lecturas
- Jackman, John A. (2002). A Field Guide to Spiders and Scorpions of Texas. Gulf Publishing. ISBN 978-0877192640.
- Ubick, D.; Paquin, P.; Cushing, P.E.; Roth, V., eds. (2005). Spiders of North America: An Identification Manual. American Arachnological Society. ISBN 978-0977143900.
- Bradley, Richard A. (2012). Common Spiders of North America. University of California Press. ISBN 978-0520274884.
- Adams, Richard J.; Manolis, Timothy D. (2014). Field Guide to the Spiders of California and the Pacific Coast States (California Natural History Guides). University of California Press. ISBN 978-0520276611.
- Foelix, Rainer F. (2010). Biology of Spiders (3rd ed.). Oxford University Press. ISBN 978-0199734825.
- Wheeler, W.C.; Coddington, J.A.; Crowley, L.M.; Dimitrov, D.; et al. (2016). "The spider tree of life: phylogeny of Araneae based on target-gene analyses from an extensive taxon sampling". Cladistics. 33 (6): 576–616. doi:10.1111/cla.12182.